# Nothocasis sertata
Nothocasis sertata là một loài bướm đêm trong họ Geometridae.

## Hình ảnh

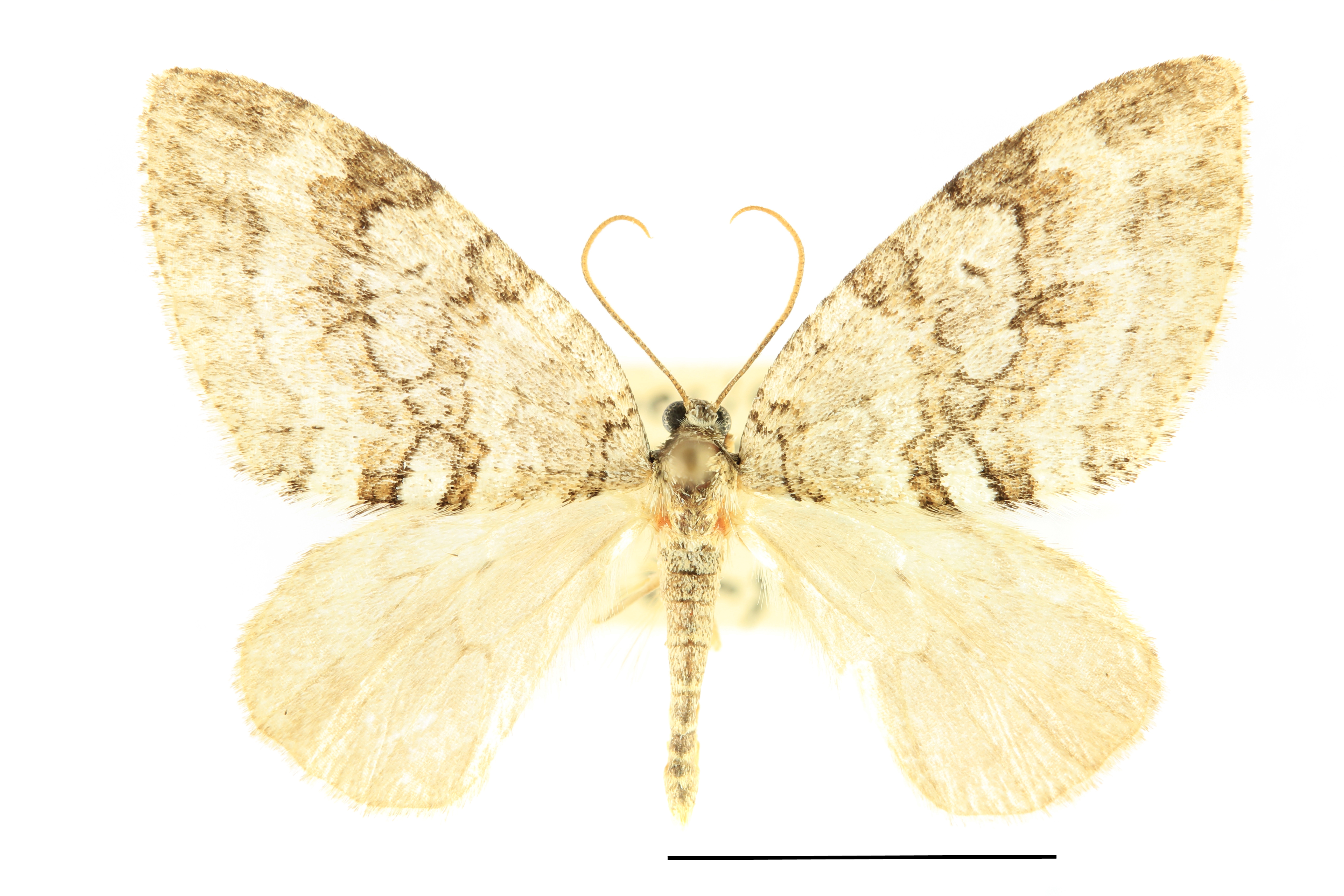